# Joaquim Gassó Jou
Joaquim Gassó Foraster (Barcelona, 1874 - 1958) fou un ebenista català, especialitzat en mobles modernistes. Durant anys va ser soci i cunyat de Gaspar Homar, amb qui va construir mobles conjuntament. El seu despatx es trobava al carrer canuda de Barcelona, al costat de l'actual Ateneu Barcelonès i el seu taller al carrer Muntaner número 69.

## Obres destacades
- Dormitori de Sebastià Junyent.

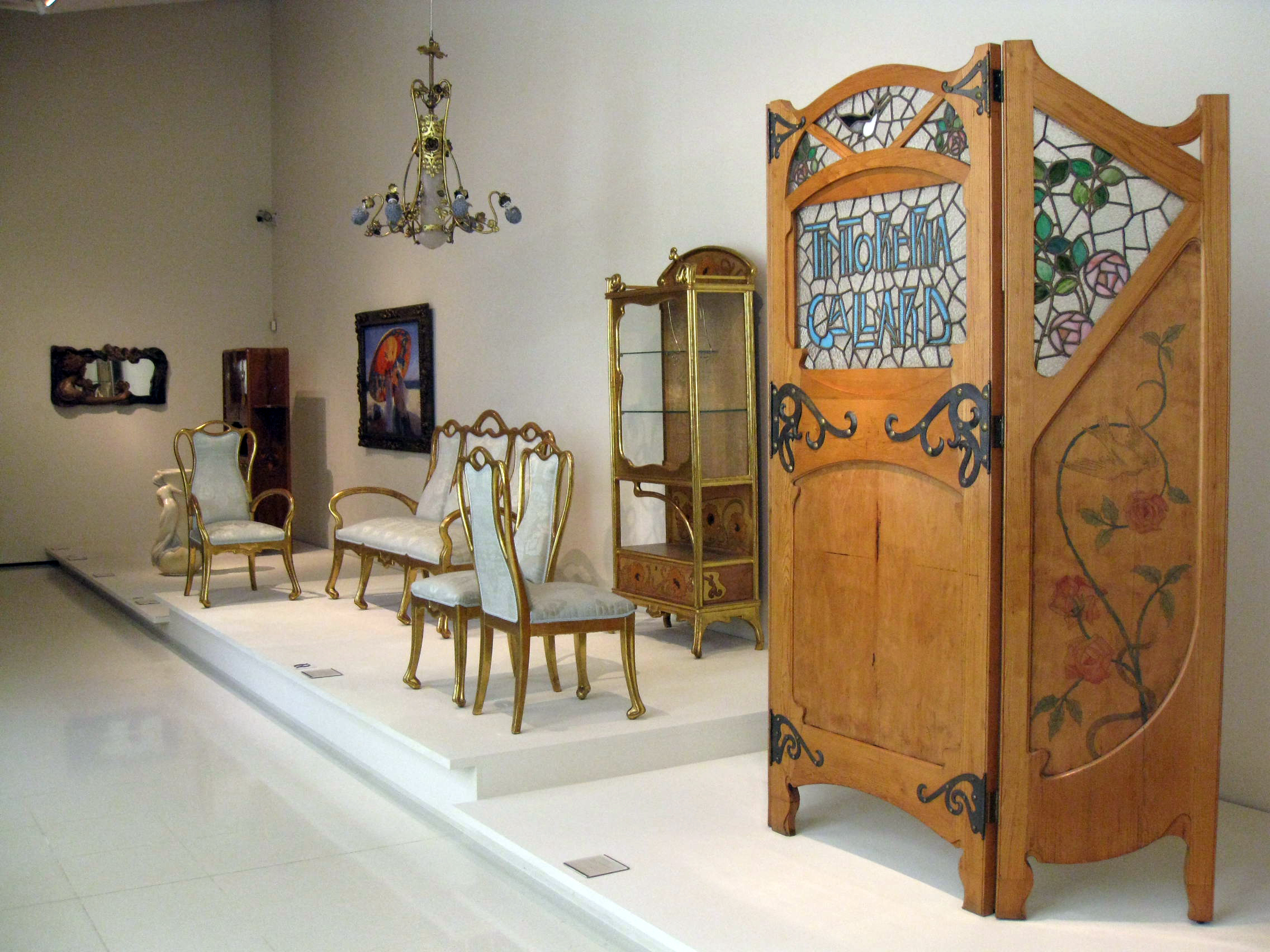
Paravent de Joaquim Renart (a la dreta), executat per Joaquim Gassó

- Bufet de dos cossos (Museu Nacional d'Art de Catalunya): Moble fet amb fusta de castanyer amb marqueteria de diverses fustes, metalls, marbre i vidre conservat al MNAC, gràcies a una donació de Valentina Renart el 1965[2]
- Paravent Tintoreria Gallard (Museu Nacional d'Art de Catalunya) Aquest paravent formava part de la decoració integral que va executar, el 1905, l'artista Joaquim Renart per la tintoreria Gallard de Barcelona. D'aquest comerç, també s'han conservat una porta vidriera i 1 sobreporta, també amb vitralls emplomats, tot conservat al MNAC.[3]